# Danio Manfredini
Danio Manfredini (Casalbuttano ed Uniti, 1957) è un attore teatrale, regista teatrale e cantante italiano.

## Biografia
Si è formato con César Brie e Iben Nagel Rasmussen, ed è cresciuto nell'ambito dei centri sociali autogestiti milanesi; ha lavorato a lungo anche in strutture psichiatriche.
Nel 1975 fonda, insieme a Paolo Nalli, Dolly Albertin e César Brie, il Collettivo teatrale Tupac Amaru presso il centro sociale Isola di Milano.
Ha collaborato con la compagnia Pippo Delbono definendo così un confronto con Raffaella Giordano e alcuni danzatori del Tanztheater di Pina Bausch. Sempre con la compagnia Pippo Delbono presta la sua voce cantata per lo spettacolo "Il Silenzio".
Con il Teatro Valdoca ha realizzato due spettacoli "Parsifal" e "Caino" in quest'ultimo torna a collaborare con Raffaella Giordano.
Ha vinto tre Premi Ubu, il primo nel 1989 con Miracolo della rosa, dieci anni più tardi con Al presente (miglior attore) e ancora nel 2004 per "Cinema Cielo" (miglior regia).
Il 1º ottobre 2012 esce il suo primo album INCISIONI (etichetta Sotto Controllo, distribuzione Audioglobe) dove Danio Manfredini è cantante e chitarrista. Un disco di cover che attraversa cinquant'anni di musica italiana.
Il progetto è stato proposto a Danio Manfredini da Massimo Neri e Cristina Pavarotti che lo hanno prodotto e ne hanno seguito la direzione artistica. Gli arrangiamenti sono stati prevalentemente realizzati da Andrea Bellentani. Il disco è diventato uno spettacolo che ha debuttato a Milano, al Teatro Franco Parenti il 1º ottobre del 2012.
Dal 2010 collabora con continuità con La Corte Ospitale, impresa di produzione teatrale reggiana che ricerca nuovi linguaggi della scena, dove dal 2012 prendono forma e vita le sue creazioni. Del 2012 è lo spettacolo Il principe Amleto, che debutta nell'autunno al Sienafestival. Dall'ottobre del 2013 Danio Manfredini è Direttore dell'Accademia D'Arte Drammatica Del Teatro Bellini di Napoli per il Triennio 2013-2016. Nel 2013 riceve il Premio Lo Straniero come “maestro di tanti pur restando pervicacemente ai margini dei grandi circuiti e refrattario alle tentazioni del successo mediatico”. A dicembre 2013 ritira il quarto premio UBU, sezione Premi speciali, "per l'insieme dell'opera artistica e pedagogica, condotta con poetica ostinazione e col coraggio della fragilità, senza scindere il piano espressivo dalla trasmissione dell'arte dell'attore. Questa costante ricerca, apertasi da ultimo alla via del canto, gli ha consentito di diventare uno dei rari maestri in cui diverse generazioni del teatro si possono riconoscere". 
Nel 2014 debutta al festival di Santarcangelo con Vocazione.  A settembre 2017 debutta al Festival Internazionale di Terni con lo spettacolo Luciano. Dal 2018 conduce “Repertorio. Scuola di alta formazione” a La Corte Ospitale. Ad ottobre 2020 debutta a Torino, Festival delle Colline Torinesi, con Nel lago del cor.

## Spettacoli
- Ehi in collaborazione con César Brie (1979)
- La crociata dei bambini (tratto da Bertolt Brecht) (1984)
- Notturno (1985)
- Miracolo della rosa (1988) da Genet (Premio Ubu 1989)
- Misty (1989)
- La vergogna (1990)
- Il muro, regia di Pippo Delbono (1991)
- Tre studi per una crocifissione (1992)
- Al presente (1997) (Premio Ubu 1998 miglior attore)
- Parsifal, regia di Cesare Ronconi, Teatro Valdoca (1999)
- Hic desinit cantus (2000)
- Il silenzio, regia di Pippo Delbono (2000).
- Cinema Cielo (2003) (premio Ubu 2004 miglior regia)
- Il sacro segno dei mostri (2007)
- Caino, regia di Cesare Ronconi, testo di Mariangela Gualtieri, Teatro Valdoca (2011)
- INCISIONI - concerto-spettacolo (2012)
- Il Principe Amleto (da William Shakespeare (2012)
- Vocazione (2014)
- Luciano (2017)
- Nel Lago del Cor (2020)

## Album
- Incisioni (etichetta Sotto Controllo, distribuzione Audioglobe) (2012)

## Premi e riconoscimenti
- Premio Ubu
  - 1998/1999 - Miglior attore per Al presente
  - 2003/2004 - Migliore regia per Cinema Cielo